# Shoot 'em up
Можливо, Ви мали на увазі Пристрель їх (фільм)

Metal Slug: гравець повинен знищити всіх ворогів і декорації для успішного проходження гри

Shoot 'em up (з англ. «перестріляй їх») — жанр відеоігор, в яких гравець, керуючи персонажем або технічним засобом, бореться з великою кількістю ворогів за допомогою стрілянини. Процес гри часто зображений в дуже стилізованої манері. У короткому варіанті, поширеному серед фанатів жанру, має назву «шмап» (shmup). У Японії такі ігри відомі як «shooting games» («ігри зі стріляниною», також використовується абревіатура «STG»). На піку популярності вони часто називалися просто як «shooter», тобто «стрілялка» і в більшості були двовимірними. Але з появою тривимірних ігор жанр став більш збірним.

## Історія

Space Invaders, один з перших і найвідоміших представників жанру

### Ранні роки (1961—1977)
Жанр зародився, як прийнято вважати, на аркадних ігрових автоматах з гри Space Invaders (1978). Витоки жанру можна простежити до Spacewar!, однієї з найбільш ранніх комп'ютерних ігор, розробленої в 1961 році і в кінцевому рахунку випущеної для ігрових залів на початку 1970-х років. Тим не менш, винахід жанру приписують Томохіро Нішікадо, творцеві Space Invaders. Процес цієї гри полягав у протистоянні гравця і великої кількості ворогів, що з'являються з верхнього краю екрана і з кожним наступним рівнем збільшують швидкість руху та темп стрільби. Така концепція існує і сьогодні: в майже кожному вертикальному скролл-шутері гравець розташовується «носом» до верху екрану, звідки з'являються противники. Нововведенням жанру є тактика «dodge and shoot» — маневрування з метою ухилитися від пострілів і відповідна стрілянина.
Гра Space Invaders мала і великий комерційний успіх, що навіть викликало нестачу монет для ігрових автоматів в Японії. Свій варіант гри поспішила випустити майже кожна компанія, що займається виробництвом ігрових автоматів. Деякі з цих варіантів, такі як Space Stranger і Super Invader Attack були майже клонами, які навряд чи що додали до геймплею оригіналу. Інші, наприклад Galaxian від компанії Namco продовжили розвиток жанру, додавши більш складні траєкторії руху ворогів і покращену графіку.

### Час розквіту (1980—1995)

R-Type (1987)

У 1980 році гра Defender до стандартної формули шмапів додала нововведення — прокрутку ігрового поля. Гра запропонувала і рівні, що тягнуться в горизонтальній площині. На відміну від більшості пізніших ігор жанру, екран слідував за гравцем, причому в обох напрямках — вліво і вправо. Це починання було продовжено в таких іграх як Choplifter і Fantasy Zone. Наступного року компанія Konami випустила Scramble, в якій екран рухався самостійно і гравець рухався в межах цього екрану. Це був перший шутер, що мав кілька різних рівнів; він був основою для Gradius. Згодом Konami включила Scramble в серію Gradius.
Вертикальні скролл-шутери з'явилися приблизно в той же час. Скроллінг в ранніх іграх типу Galaxian — це лише рухомі зірки, і скроллінгом це могли називатися з великою натяжкою. Borderline (1981) від компанії Sega був скролл-шутером з примітивним скроллінгом. У березні наступного року Data East випустила ігри Mission-X і Zoar, остання з яких була ліцензована у Tago Electronics. Обидві гри дуже схожі, але Zoar була більш опрацьована: гравець мав два типи атак, одна з яких — для літаючих ворогів, інша — для наземних. У цьому ж році Orca випустила Funky Bee, що мала більш простий геймплей. Але всі ці ігри затьмарила Xevious від Namco, з якої жанр вертикального скролл-шутера розпочався по-справжньому.
1985 був важливим роком для шмапів завдяки двом відомим назвами. Tiger Heli був першим шутером від розробника Toaplan, чиє ім'я в жанрі стало знаковим більш ніж на десятиліття. Найвідомішим нововведенням в Tiger Heli стала, «розумна бомба» (smart bomb) — потужна, але рідкісна зброя, що закріпилося в жанрі шутерів назавжди. У цьому ж році пішов у випуск Gradius від Konami — ще одне джерело інновацій. Цими інноваціями були змінна зброя і «опції» — невеликі капсули, які слідують за гравцем і допомагають йому атакувати ворогів. Ці нововведення пізніше використовувалися в багатьох інших шутерах.
У наступному році Compile випустила свій перший шутер, Zanac, — на комп'ютері MSX та домашній приставці Famicom Disk System. У наступні роки Compile стала одним з найбільших розробників shoot 'em up на консолях і комп'ютерах. У цьому ж році Sega випустила Fantasy Zone, на своїх нових, 16-бітних аркадних автоматах.
R-Type з'явився в 1987 році. Творіння компанії Irem, він став одним із зразків для наслідування у світі шутерів з боковим скроллінгом, з його яскравими рівнями і вдосконаленим геймплеєм методичного стилю. За Tiger Heli від Toaplan послідувала їх же Twin Cobra. У грі з'явилася літаюча капсула з поліпшенням озброєння, різний колір якої представляв різну зброю. Це нововведення стало основою для ігор як цієї компанії, так і інших.
Пік популярності припав на кінець 80-х — початок 90-х, в основному у вигляді аркадних і консольних проектів. Консольні та комп'ютерні шутери ставали все більш повсюдними і могли становити все більшу конкуренцію своїм «колегам» з аркадних автоматів. На PC Engine була випущена ціла низка шутерів — взагалі, PC Engine мала найбільше співвідношення шутери/ігри серед всіх консолей після ери обвалу відеоігор. Серія Thunder Force принесла аркадний стиль перестрілок на японські домашні комп'ютери, і пізніше, — на приставку Sega Genesis. Такі ігри як Axelay і Bio-Hazard Battle мали графіку, яка майже не поступалася аркадним автоматам.
Протягом цього періоду шмапи еволюціонували не надто сильно. Жанр продовжував існувати на використанні одних і тих же перевірених ідей геймплею. У ранні 90-ті стали з'являтися нові жанри, змінився і ринок. Файтинги на аркадних автоматах досягли нових висот популярності з виходом Street Fighter II. Незабаром багато геймерів стали переходити на ігри, які могли надати більш тривалий геймплей і глибокий, опрацьований сюжет. Популярність шмапів стала спадати. У 1993 компанія Compile перестала розробляти шутери. У 1994 закрила свої двері Toaplan, і жанр позбувся одного зі своїх найбільш значущих джерел підтримки. Для багатьох це подія стала сигналом того, що Золотий Вік шутерів закінчився.

### Еволюція і нинішній стан (1996 -)

Sine Mora (2012)

Кінець Toaplan відкрив більше перспектив, ніж закрив. Із залишків Toaplan сформувалося чотири нові компанії, і кожна з них присвятила жанру шутерів навіть більше, ніж сама Toaplan. Перша з компаній — це Raizing. Raizing продовжувала використовувати електронну начинку ігрових автоматів Toaplan у своїх іграх, що випускаються в пізні 90-ті роки. Їх першою грою була Mahou Daisakusen, що поклала початок для трилогії — флагмана компанії.
На наступний рік з колишньою команди Toaplan утворилася інша компанія — Cave, яка представила як прем'єру Donpachi, гру, яка розвивала ідею Batsugun — останнього творіння Toaplan. Багато хто вважає Batsugun стартовою точкою для нового покоління ігор shoot 'em up. У Японії ці ігри стали називати «даммаку» (яп. 弾 幕, «Кульова завіса»). На Заході їх називали «маніакальні» шутери. Відмінні особливості таких ігор — це величезна кількість куль на екрані і малий розмір зони попадання, по якій наносять пошкодження гравцеві (так званий хітбокс).
Між Cave і Raizing відбувалося щось на зразок родинної ворожнечі. У 1996 Raizing випустила Battle Garegga — данину повазі до класичної Gun Frontier від Taito. Гра просунула «маніакальний» стиль на крок вперед, що, у свою чергу, спонукало Cave до випуску знакової Dodonpachi — найбільш «маніакального» шутера з того часу і до сьогоднішніх днів.
Хоча популярність і падала, це був благодатний час для жанру. У 1998 Treasure випустила свій перший аркадний шутер, Radiant Silvergun.
Незважаючи на зниження популярності Shoot 'em up, більш широке використання Інтернету призвело до нової хвилі фанатських та інді-шутерів, які можна безкоштовно завантажити, і дозволило зберегти жанр живим. Є кілька прикладів таких ігор Fraxy, Warning Forever, Genetos, Storm Assault, and Techno-Sylph. По сьогодні виходять ігри серій Darius, R-Type, Touhou.

## Типи

Ikaruga (2001) є типовим прикладом даммаку

Shoot 'em Up охоплює різні піджанри, які класифікуються за елементи дизайну, зокрема, точкою зору і рухом. У фіксованих шутерах, таких як Space Invaders, головний герой може рухатися тільки по одній осі і атакувати ворогів в одному напрямку. У різноспрямованих шутерах герой може обертатися і рухатися в будь-якому напрямку. У рейкових shoot 'em up персонаж може переміщатися по двох осях, як правило, ігровий процес має вигляд зверху чи під кутом. Тунельні шутери мають схожу точки зору, і їхні герої літають по абстрактних трубах.
«Скролл-шутери» передбачають вертикальну або горизонтальну прокрутку гри. У вертикальних скроллерах дія подається під виглядом зверху і прокручується вгору (або зрідка вниз) екрана. Це має ту перевагу, що дозволяє створювати складні схеми руху ворогів, а також навіть простою графікою передавати насичену дію. Вертикальні скроллери найкраще підходять для ігрових автоматів з високими екранами, мобільних пристроїв. Інший основний тип скролл-шутера це «горизонтальний шутер» або «шутер бічної прокрутки», в якому дія розглядається з боку і в горизонтальній прокрутці. Невелика кількість шутерів, такі як Zaxxon, мають ізометричну точки зору. Інші обходяться без прокрутки в цілому, замість цього використовуючи фліп-екран пристрою: коли гравець доходить до краю екрану, зразу з'являється новий. Деякі шутери можуть показувати різноспрямований рух (багатовекторні шутери), взагалі зі статичним екраном, де рухомі лише протагоніст і його вороги.
«Пекло куль» (яп. 弾 幕, даммаку, буквально «загородження» або «завіса куль») — shoot 'em up, який характеризується високою щільністю ворожих куль та зазвичай винятковою складністю. Гравцеві доводиться не стільки знищувати ворогів, скільки слідкувати за протагоністом, проводячи його між кулями. Цей тип виділився в середині 1990-х років, і є відгалуженням скролл-шутерів.
«Біжи і стріляй» (англ. Run and gun, run'n'gun) — shoot 'em up з елементами платформера, де персонаж під час стрільби повинен бігати, перестрибувати перешкоди. Прикладами таких ігор є Contra, Metal Slug.
З протилежних сторін жанру знаходяться «маніакальні» шмапи, де за успіх відповідають рефлекси гравця, і «методичні», де акцент робиться на пам'ять і стратегічний підхід. Відрізняються ігри і тематикою: є химерні «милі» стрілялки («cute 'em up»), типу Fantasy Zone і Parodius; ігри R-Type і Gradius відносяться до наукової фантастики з елементами жахів; також є історичні гри, як наприклад 1942, і фентезійні — Touhou Project, Espgaluda, Guwange.

## Найвизначніші ігри
- Space Invaders
- Galaga
- R-Type
- Radiant Silvergun
- Contra
- Metal Slug
- Touhou